# Amaranthus powelii
Amaranthus powelii é uma espécie de planta com flor pertencente à família Amaranthaceae. 
A autoridade científica da espécie é S.Watson, tendo sido publicada em Proc. Amer. Acad. Arts 10: 347 (1875).

## Portugal
Trata-se de uma espécie presente no território português, nomeadamente em Portugal Continental.
Em termos de naturalidade é introduzida na região atrás indicada.

## Protecção
Não se encontra protegida por legislação portuguesa ou da Comunidade Europeia.